# 미나가와 가호
미나가와 가호(皆川 夏穂, 1997년 8월 20일 ~ )는 일본의 리듬 체조 선수이다.  2014년 인천 아시안 게임 리듬체조 여자 단체전 4위에 올랐다. 2014년 개인종합 세계랭킹 18위이다

## 개인 최고 기록
- 공 - 17.000
- 후프 - 16.716
- 리본 - 16.933
- 곤봉 - 17.000
- 종합 - 67.399

## 출신 학교
- 오오하라고등학교
- 일본여자체육대학교